# Tserkézi
 Tserkézi (grec moderne : Τσερκέζοι) ou Tserkéz Tsiftlík (Τσερκέζ Τσιφτλίκ ; turc : Çerkez Çiftliği) est un village de Chypre de plus de 50 habitants.